# Arc carpanell

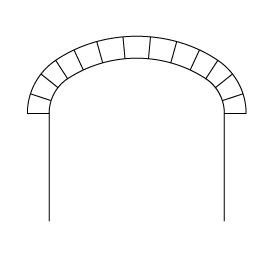
Esquema d'un Arc carpanell o de tres arcs.

Es coneix com a arc carpanell el tipus d'arc rebaixat simètric format per tres o més arcs de circumferència tangent entre si i sempre un nombre imparell. Els arcs que tenen el seu centre en la línia d'imposta per obtenir-hi una forma arrodonida. L'intradós posseeix una forma semblant al dels ovals o de semi-el·lipses (denominat arc cordill). Altres noms són arc d'ansa-paner o arc de nansa de cistell.

## Característiques

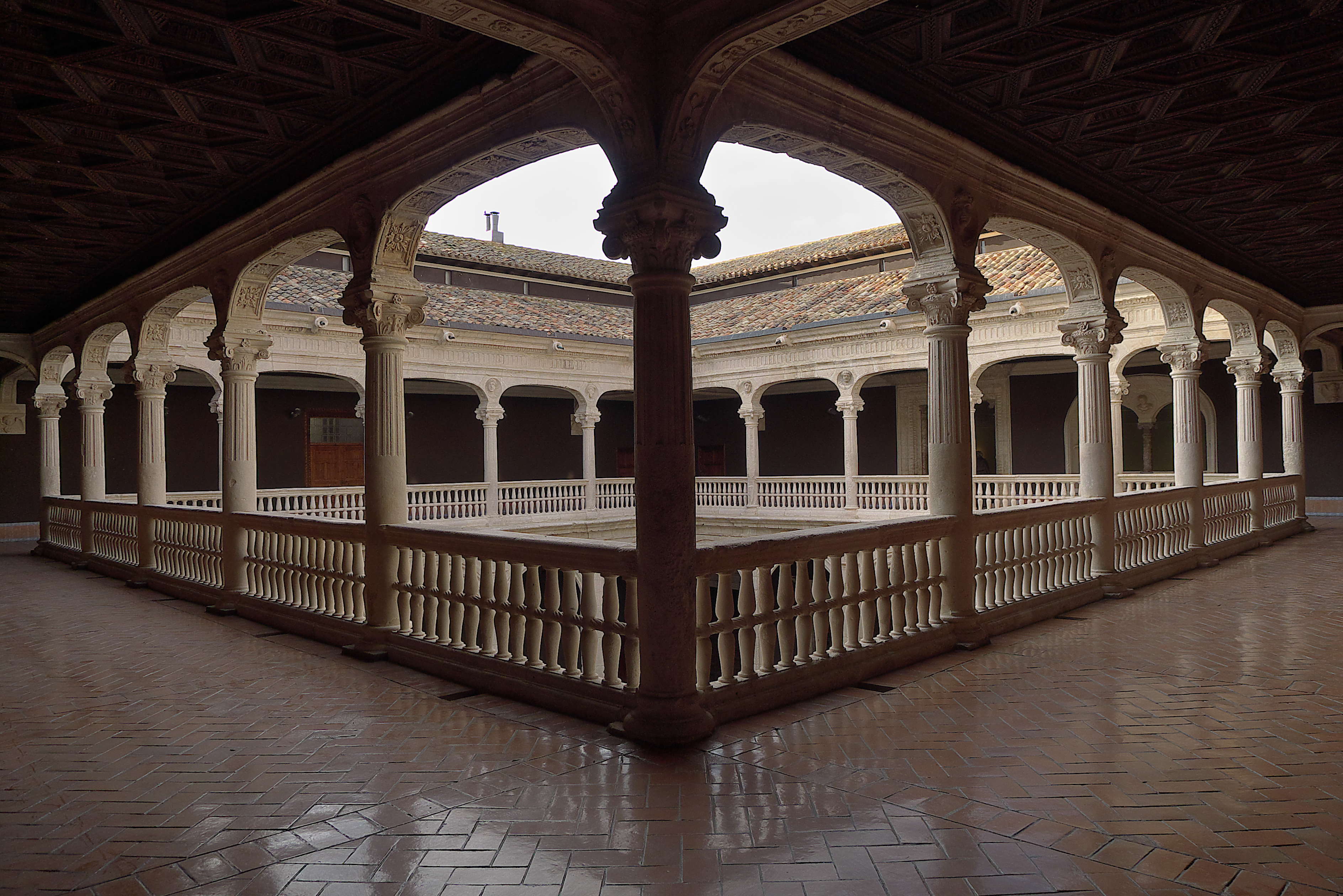
Palau dels Comtes de Miranda

El seu traçat consta per tant de diversos arcs de circumferència tangents entre si i també amb les línies verticals de brancals o queixals. A més dels dos centres de circumferència en la línia d'imposta per a la seva arrencada arrodonida, l'arc carpanell té un o diversos centres més per sota d'ella, sempre en un nombre imparell per aconseguir la seva simetria al punt superior o clau. Com més centres posseeix, més rebaixat és l'arc.
Més elaborat i amb el seu traçat en continuïtat amb el dels murs d'on parteix, el seu aspecte apareix més acabat i refinat que el de l'arc rebaixat normal. Per regla general aquest tipus d'arcs posseeix un estrep de menor grossor que en el cas d'arcs de mig punt. La seva ocupació en el disseny d'arcs de pont va disminuir l'espessor dels pilars.
És habitual trobar-se l'arc carpanell en portades d'edificis de certa importància de gairebé qualsevol època, encara que el seu origen i major difusió apareix a la fi del gòtic o gòtic flamíger. És igualment habitual en les portes principals d'edificis renaixentistes.